# 喜歡你說謊的樣子
《喜歡你說謊的樣子》（英語：Love the Way You Lie）是美國嘻哈歌手阿姆的一首歌曲，由巴貝多歌手蕾哈娜伴唱，出自阿姆第7张錄音室专辑《好的很》。歌手兼詞曲作家史蓋拉·葛蕾在當時感覺自己與音樂產業有著互相虐待的戀愛關係，因此與製作人亞歷山大·格蘭特共同創作以及錄製歌曲的樣帶。阿姆創作主歌並選擇蕾哈娜演唱副歌，因爲他們以前都各自有一段困難的戀愛關係，因此促成了這場合作。歌曲在密西根州芬代爾和愛爾蘭都柏林進行錄製。《喜歡你說謊的樣子》是一首中速的嘻哈情歌，且融合了蕾哈娜演唱的流行副歌，背景音樂使用了吉他、鋼琴和小提琴。歌詞描述了兩個戀人雖然處於愛恨交加的危險關係，卻拒絕分手。
《喜歡你說謊的樣子》於2010年8月由新視鏡唱片作爲專輯《好的很》的第二支單曲正式發行。主流樂評稱讚歌曲的旋律，但對於其激烈或精確等的主題層面就給出褒貶不一的評價。阿姆為推廣單曲而在2010年電子娛樂展、2010年MTV音樂錄影帶大獎和一些音樂節中演出。歌曲的音樂錄影帶由喬瑟夫·坎恩指導，多米尼克·莫納漢和梅根·福克斯在當中飾演一對暴力戀人，而阿姆和蕾哈娜則站在一座起火的房子前面。影片因爲當中家庭暴力的一幕而獲得褒貶不一的評價。記者認為，這首歌曲和其音樂錄影帶應是受到阿姆和蕾哈娜與他們各自的前戀人金柏莉·史考特和克里斯小子之間的關係的影響。
樂評人將《喜歡你說謊的樣子》列為阿姆音樂生涯中以及2010年最棒的歌曲。這首歌曲贏得許多獎項並獲得5項葛萊美獎提名。《喜歡你說謊的樣子》是阿姆銷量最好的一首單曲，並在一些單曲榜取得榜首，其中包括美國的《告示牌》百强單曲榜中維持榜首七周。單曲在美國銷售6百萬銷量，并且是2010年英國銷量最高的歌曲。許多歌手例如雪兒·洛薇和派瑞樂團均翻唱此曲。蕾哈娜曾談過家庭暴力的主題，她認為這種話題許多人都沒有深刻見解，就是因爲這樣而使這首歌曲更能產生預期效果。她之後錄製《喜歡你說謊的樣子 (二部曲)》，大部分是以她的角度來演唱。

## 創作與製作過程

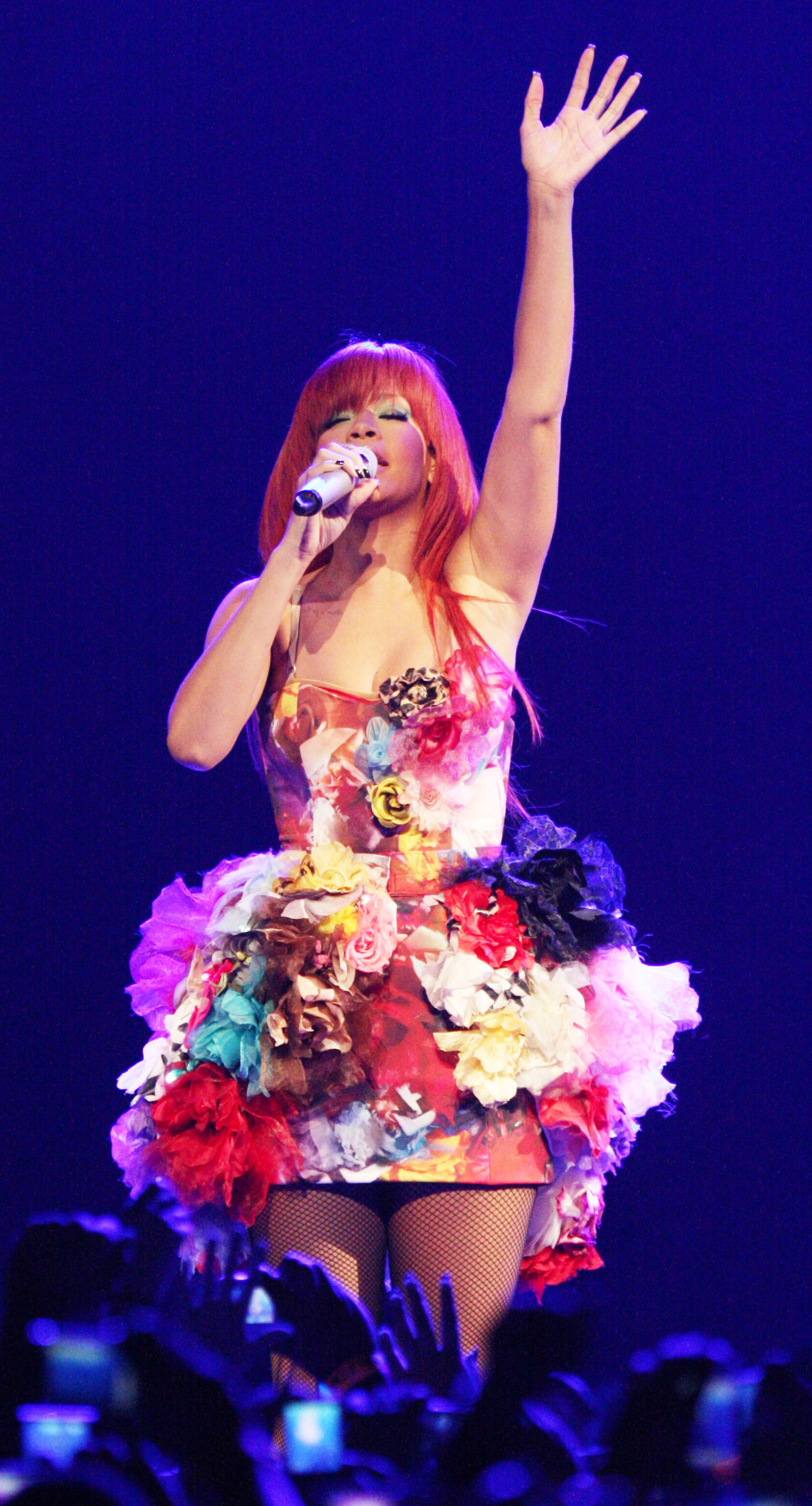
蕾哈娜對於這首歌曲主題的認可，最終影響了她與阿姆合作的決定。

《喜歡你說謊的樣子》的進展是由背景音樂和記憶點的旋律開始，這些均是由英國嘻哈製作人亞歷山大·格蘭特創作。他說當創作這首歌曲時，他花費了數時來創作循環樂句，並在加入現場樂器之前製作了一段電子鼓聲節奏。這段鼓聲是從他保存的現場錄音中所取樣。亞歷山大·格蘭特使用了喬治·紐曼87麥克風和錄音介面為正歌錄製了一段原聲吉他。他告訴《混錄》這首歌曲給他了一個機會將原聲吉他導入至嘻哈音樂。在這段時間裏，他在其主要的踏鼓音軌使用浪卷积混响和均衡器，以及將插件融入前兩者。
2009年晚期，當時美國歌手霍莉·哈菲爾曼居住在奧勒岡州班登的阿圖拉僻靜處，並創作了許多歌曲，而《喜歡你說謊的樣子》則為其中一首。之後，她使用新藝名史蓋拉·葛蕾去紐約拜訪環球唱片出版人珍妮弗·布拉克曼去尋求展現其作品的幫助，布拉克曼建議可以與製作人亞歷山大·格蘭特合作。格蘭特因爲葛蕾對著旋律自發性地唱出歌詞，所以錄音建議採用互相虐待的戀愛關係為主題，並將其以電子郵件發給葛蕾。她告訴《洛杉磯時報》她與音樂產業有著一段互相虐待的戀愛關係：「儘管它擊敗了我，但我仍然非常喜歡它，並將我的全部貢獻給它。」正是這一想法給予她創作的靈感，她自然而然地發現這一個過程好像正在為自己創作了一首另類流行的歌曲。葛蕾花費了15分鐘創作了《喜歡你說謊的樣子》的副歌，並為亞歷山大·格蘭特的樣帶錄製演唱部分。
2010年早期，亞歷山大·格蘭特主動將一些背景音樂給予痞子唱片的資深經理里戈·「里格斯」·莫拉莱斯。莫拉莱斯非常享受這首歌曲並發給正在為自己新專輯尋找不同音樂接洽的阿姆。阿姆對於亞歷山大·格蘭特的作品留下非常好的印象，並想要其更多的歌曲，隨後他聽了《喜歡你說謊的樣子》。阿姆選擇了這首歌曲並告訴他的經理人保羅·羅森堡他想要與巴貝多歌手蕾哈娜合作。阿姆告訴天空之石：「這是我認為只有她可以勝任的其中一首歌曲。」羅森堡將這首歌曲發給蕾哈娜，她直到「最后一刻」才接受阿姆的請求。阿姆之後創作了饒舌的部分。
蕾哈娜說她之所以參與這場合作是因爲她可以在這首歌曲的主題找到聯繫，因爲她和阿姆都曾處於「天各一方」的困難關係中。阿姆曾發行歌曲《97年邦妮和克萊德》和《金》，兩首歌曲分別幻想殺害和出言傷害他的前妻金柏莉·史考特（Kimberly Scott）。他們曾于2001年離婚並于2006年再婚后再次離婚。2009年2月，蕾哈娜和美國歌手克里斯小子之間的戀情在遭到後者暴力對待後結束。蕾哈娜稱《喜歡你說謊的樣子》為一首獨特、真實和有深度的歌曲，並認爲它「瓦解了家暴的循環」，因爲只有很少人對該主題有深刻的見解。

## 錄製
邁克·史特朗（Mike Strange）在密西根州芬代爾肖像工作室（Effigy Studios）錄製和混音阿姆的演唱部分，而這個過程持續了兩天。史特朗使用了混響软件和插件編輯演唱部分。他喜歡在歌曲中做一些改變，其在《喜歡你說謊的樣子》幾乎只用了壓縮板和等化器儀表板。史特朗使用和 2016混音工具以求「更爲鮮明」的回響。底特律音樂家路易斯·雷斯托曾為阿姆許多歌曲的編曲作出貢獻，但是他並沒有參與《喜歡你說謊的樣子》。史特朗對此説道：「除了演唱部分之外，我們所需的都已包含在歌曲裏。」編曲過程兩至三周之后，亞歷山大·格蘭特幫助史特朗混音和製作歌曲母帶。他想要取代樣帶中的原聲吉他部分，但是阿姆選擇保留。史特朗說：「這僅僅是嘗試去配對的一個事件，並接著改進（亞歷山大·格蘭特）發給我們的樣帶。」史特朗的弟弟喬（Joe）負責策劃這首歌曲。
蕾哈娜的錄製過程在愛爾蘭都柏林的太陽工作室（Sun Studios）進行，而马科斯·托瓦爾（Marcos Tovar）負責策劃。美國詞曲作家馬凱巴·里迪克則提供額外的聲樂製作。史特朗使用了等化器、音壓和混響，卻留下了聲樂平衡。他認為蕾哈娜對於其錄製出來的效果感到滿意，所以並沒有對其七首立體聲聲樂音軌做出多重大的改變。

## 詞曲
《喜歡你說謊的樣子》是一首中速嘻哈情歌。歌詞描述了兩個戀人雖然處於互相虐待的關係，卻拒絕分手。根據環球音樂出版集團的琴譜顯示，歌曲以降B大調創作，為每分鐘84拍。蕾哈娜演唱這首歌曲時的音域在B♭3到D5之間。《喜歡你說謊的樣子》剛開始是以鋼琴伴奏，蕾哈娜唱著流行的副歌：

你就站在那看著我被熊熊烈火燃燒，（Just gonna stand there and watch me burn）

但沒關係，因爲我就喜歡這樣的疼痛。（But that's alright, because I like the way it hurts）

你就站在那聽著我哭泣，（Just gonna stand there and hear me cry）

但沒關係，因爲我喜歡你說謊的樣子。（But that's alright, because I love the way you lie）
副歌的和弦進程為Gm–E♭（加二和弦）–B♭–F/A。BBC的福瑞澤·麥卡皮尼（Fraser McAlpine）寫道蕾哈娜感覺把她局限在「自己的創作細胞中」。她演唱時并沒有使用抖音，而脈動的音樂效果添加了情緒表達。《紐約時報》的樂評人大衛·布朗尼（David Brownie）認為儘管如此，她那般細聲細語卻聽起來如此悲哀和後悔。阿姆接著「以抒情般的饒舌跳出來」：「我說不出來這到底是甚麽東西/我只能告訴你它帶來的感受。」（I can't tell you what it really is/ I can only tell you what it feels like）正歌的和弦進程為Gm–E♭（加二和弦）B♭–Fsus/A。阿姆遺憾結束了一段充滿虐待、失敗的戀情，描述了相互使用暴力且表達出自己的喜怒交加。當他回應蕾哈娜來完結正歌時，兩位歌手的角色被描繪成一場戀愛關係：「我傷害了她。我不能再墜落下去了/我才我忘記自己力氣有多大。」（I laid hands on her. I'll never stoop so low again/ I guess I don't know my own strength）蕾哈娜再度演唱副歌，並以電吉他和鋼琴伴奏。
阿姆的正歌部分伴隨著原聲吉他、小提琴和鼓。歌詞從討論愛情的樂觀層面轉變至描述暴力場景。阿姆饒舌道：「憤怒冲昏頭時，它控制了我們兩人，所以大家說最好趕快分一分。我猜這些人都不了解你，因為今天始終會過去。」《大西洋》的薩迪·杜爾尼解釋這些歌詞是該嘻哈歌手對於曾傷害史考特的供認不諱，而他將「憤怒和指責轉移至自己身上」。第二段正歌，阿姆在感到抱歉后接受後果，承認道：「昨天會結束，每一天都不一樣。」（Yesterday is over, it's a different day）他的挫折感增加，並饒舌道這兩人可能會發生衝突和同歸於盡：「可能就如同龍捲風遇上火山爆發一樣」（maybe that's what happens when a tornado meets a volcano）。歌曲描述的這一場愛恨交加的戀情漸漸惡化成家庭暴力。阿姆承認違背承諾並在歌曲尾部娓娓道出：「如果她再他媽的試圖離開的話，我會把她綁在床上，連房子一同燒了」（If she ever tries to fuckin' leave again, I'ma tie her to the bed and set this house on fire），而蕾哈娜的歌詞再次響起。

## 發行與迴響
2010年5月27日，阿姆透露名為《喜歡你說謊的樣子》的歌曲將收錄自第七張錄音室專輯《好的很》的曲目列表中，而該專輯于6月21日發行。歌曲先前為電台單曲，但之後于2010年8月9日由寶麗多唱片以CD方式在英國發行，並于8月20日由新視鏡唱片在德國發行。
《喜歡你說謊的樣子》獲得主流樂評的普遍好評。《Rap-Up》的編輯將其列為專輯中最棒的四首歌曲之一。《紐約時報》的喬恩·卡拉馬尼卡（Jon Caramanica）稱其為「專輯中其中一首最迷人的歌曲」，並讚賞阿姆有能力從兩性的角度去評定問題。MTV的羅德里格斯（Rodriguez）寫道這首歌曲與阿姆早期專輯的內容相呼應，並認為他「變得冷靜」和「更加成熟」。他補充道歌詞影射阿姆與史考特之間的關係，而《喜歡你說謊的樣子》是最為接近他（阿姆）狀態的情歌。《影音俱樂部》的編輯將單曲與《金》和《97年邦妮和克萊德》作出比較，當討論一場「互相傷害的關係」時，他們認為他在《喜歡你說謊的樣子》更加溫和，而蕾哈娜的參與會產生怪異且令人恐懼的情緒。
樂評人尤其讚賞蕾哈娜在歌曲中的貢獻。《告示牌》的麥可·梅納赫姆（Jon Caramanica）讚揚她那「優雅悅耳和意外地令人充滿希望」的演唱部分以及「阿姆那黑暗、自省」的嘻哈部分。他指出敲擊樂襯托出了兩位藝人，而亞歷山大·格蘭特給了這古典改編曲一個主流風格的潤色。MTV的凱爾·安德森（Kyle Anderson）評論歌曲展示了蕾哈娜感情強烈的聲線和阿姆那「關於他虐待關係中最為強烈的押韻」。他認為《喜歡你說謊的樣子》是一首坦承、「擁有令人著迷記憶點且編製良好的流行歌曲」，而那「慢熱型」的音樂性質像英國歌手愛黛兒2011年單曲《如你》。《休士頓紀事報》的流行樂評人喬伊·蓋爾拉評價道蕾哈娜為歌曲帶來了「砂紙和絲綢的光澤」。

### 主題

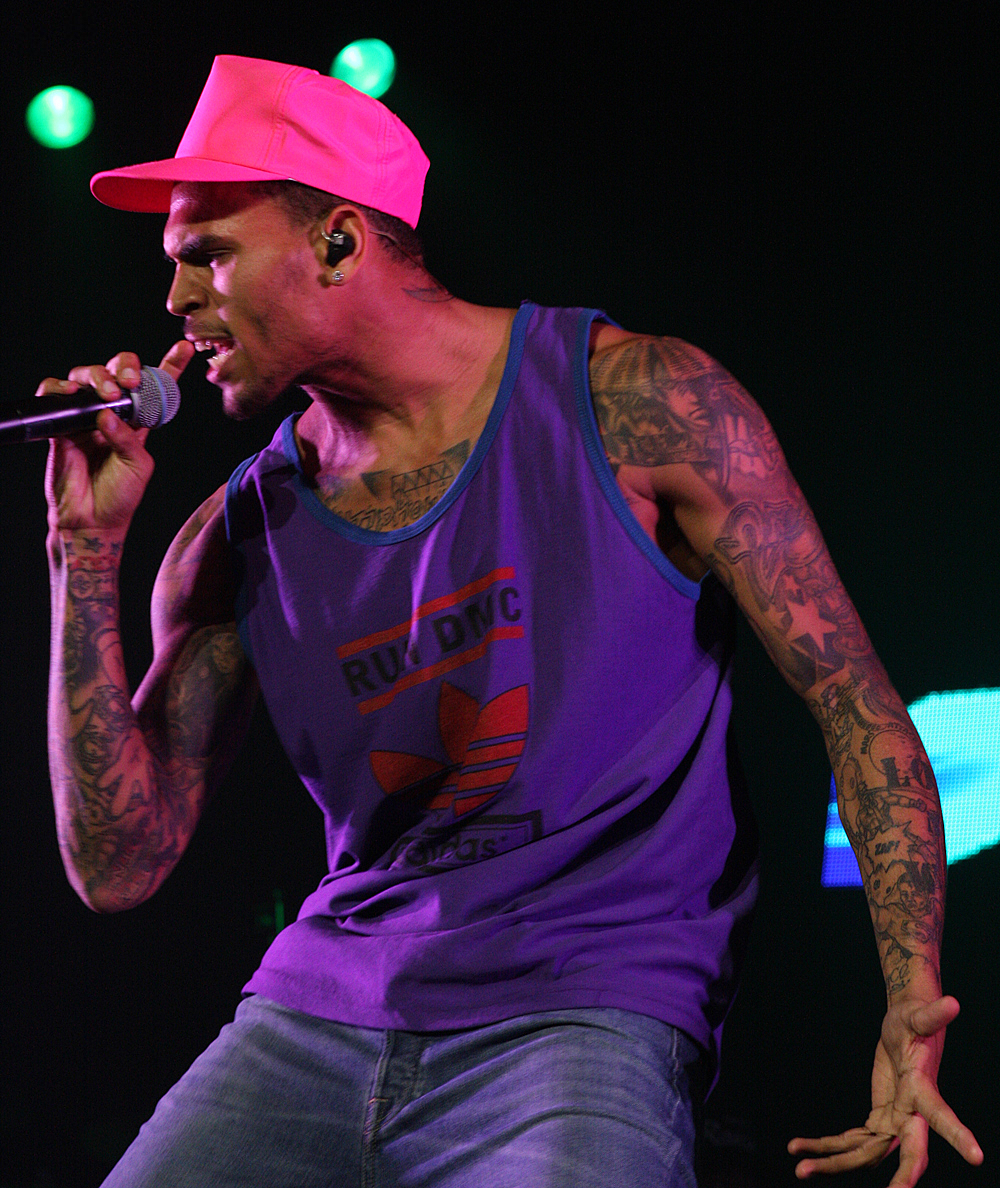
許多樂評人相信這首歌曲與蕾哈娜的前男友克里斯·布朗有關。

樂評人對歌詞中的信息作出回應。安德森認為歌曲有一個黑暗主題，而數碼間諜的尼克·列維（Nick Levine）、《時代》的艾莉·湯森（Allie Townsend）和美聯社的喬斯林·諾維克（Jocelyn Noveck）均覺得兩位歌手的過去戀情影響了這首歌曲。列維就此給出四顆星（滿分五顆）。大西洋電線的埃里克·海登（Eric Hayden）認為歌曲涉及一對酗酒情侶，有可能是受蕾哈娜與克里斯小子戀情的啟發。麥卡皮尼給《喜歡你說謊的樣子》四顆星（滿分五顆）。他認為如果僅僅只表達阿姆一個人的觀點和他的後悔情感，這首歌曲就或許不會產生預期效果；他同時寫道蕾哈娜因為與克里斯小子分手，所以她代表著戀情中不同層面，來展示出「更適合去訴說故事」和「傳達信息」。麥卡皮尼在最後寫道這首歌曲描繪了一個更為真實的糾纏關係，可以作為女性庇護所的廣告插曲。他讚賞阿姆對於主題的準確度和了解。《前音後果》的溫斯頓·羅賓斯（Winston Robbins）認為《喜歡你說謊的樣子》當中的酸楚是歸功於蕾哈娜過去充滿虐待的戀情，與歌曲不忠和互相傷害的主題。
在批評的樂評中，《每日電訊報》的珍妮·麥卡尼（Jenny McCartney）駁斥副歌中的隱喻並認為歌曲的主題過度誇張化。她反對樂評人的讚賞，認為女性接受糾纏戀情的原因，比性方面和情緒上的歡愉還要深層，例如家人、財務問題和無助。NPR的莫拉·約翰斯頓認為歌詞將蕾哈娜描繪成阿姆暴力的主題。紐約電台名人主持傑·斯摩斯對此回應道，「雖然阿姆以十分深度和細微地探討虐待者的心理」，但蕾哈娜的觀點似乎有點輕描淡寫以及沒有充分解釋。約翰斯頓和斯摩斯寫道這種在流行樂二重奏的不平衡是非常普遍的問題。薩迪·杜爾尼認為雖然《喜歡你說謊的樣子》是阿姆最動人的歌曲之一，並感覺他充滿悔恨，但依舊不能彌補他過去厭女主義的行為和令人非常討厭的歌曲。諾維克質疑歌曲是「針對家暴（或向家暴道歉）的專題論文，還是它的一種不負責任的吹噓？又或者，它們之間是否有一些不自在？」
反青少年暴力團體「打破循環」（Break the Cycle）的執行製作人瑪喬麗·吉爾貝格（Marjorie Gilberg）回應道如果《喜歡你說謊的樣子》能夠正確地演繹，可以教導聽者關於糾纏不清戀情地危機。她補充道：「但是就有一個問題……這首歌曲有可能表達家暴的錯誤觀念－這觀念可能會導致將矛頭指向受害者。」吉爾貝格說道經常被譴責與伴侶一樣有罪，然而（受害者）希望被愛，而不是受到傷害。全國婦女組織的主席和女權主義者泰瑞·歐尼爾評論歌詞「但是你脾氣跟我一樣壞/你其實跟我一樣」（But your temper's just as bad as mine is / You're the same as me），說這是使用辱罵的男性用來侵犯的常用藉口，而且「只有兩歲兒童和暴力成性的男性才會用暴力來獲得他們想要的東西」。她補充道蕾哈娜儘管嘗試去抗爭，但無意中美化了家暴。

### 表彰
《喜歡你說謊的樣子》名列許多「2010年最佳歌曲」名單中。《時代》的克萊兒·蘇達斯（Claire Suddath）將其列入她前十名名單中的第5名，並寫道「這首歌曲沒有遇到聽起來像陳腔濫調和無味的東西，是兩位歌手技巧上的證明」。AOL電台認為這首歌曲是2010年最棒的嘻哈樂曲，至於阿姆則是充滿創意和熱情的人。它在MTV新聞前二十五名名單中排第9名。其專欄編輯詹姆斯·蒙哥馬利（James Montgomery）將這首歌曲的成功歸功於它的主題與歌手過去虐待戀情的聯繫。他在最後說：「你不可能創作出比其更好的歌曲了，因為這是現實生活才會發生的事情。」《紐約郵報》將這首歌曲列入他們「2010年最佳210首歌曲」的第2名，並認為它是一首「回歸俱樂部國歌」。2011年4月，《Complex》的加布里埃爾·阿爾瓦雷斯（Gabriel Alvarez）將其排在「百大最佳阿姆歌曲」名單中的第100名，稱它是一首情歌並讚賞蕾哈娜的演唱部分十分美麗。《喜歡你說謊的樣子》隨同音樂錄影帶獲得2011年格萊美獎五項提名，其中包括「年度製作」、「年度歌曲」和「最佳音樂錄影帶」，並贏得全美民選獎的「最受歡迎音樂錄影帶」和「最受歡迎歌曲」。

## 商業成績
《愛你說謊的樣子》在全球許多榜單位列榜首。歌曲于2010年7月10日以第2名的排位亮相美國《告示牌》百強單曲榜。單曲以首周338,000首數位銷量空降美國數位歌曲榜榜首。從2010年7月31日至9月11日，其在百強單曲榜榜首維持七周，成為阿姆第四首、蕾哈娜第七首美國冠軍曲目。2010年8月14日，單曲以超過300,000首數位銷量進入流行歌曲和電台歌曲榜第2名。2010年8月21日，在《告示牌》中，尼爾森廣播數據系統公司以50,000電台播放而頒給單曲DBS認證獎。歌曲在同期登上流行歌曲榜榜首，成為阿姆第三首、蕾哈娜第六首在該榜單的冠軍曲目。《喜歡你說謊的樣子》是繼2000年單曲《超級大痞子》為阿姆作為主唱藝人在饒舌歌曲榜奪冠的曲目。《喜歡你說謊的樣子》以4,245,000的銷量成為2010年美國第三高銷量的單曲，並于2013年10月和2015年10月分別擁有600萬份和650萬份的銷量。
歌曲於2010年7月4日空降澳大利亞單曲榜第14名。三周后，其升上榜首位置且維持六周，並在該榜單呆了總共38周。在奧地利，《喜歡你說謊的樣子》於2010年7月2日空降榜單第31名，並於9月4日登上榜首。歌曲於2011年3月4日最後出現該榜單後，其於8月26日以第75名再度亮相。《喜歡你說謊的樣子》在法國呆了總共30周，並於2010年7月2日空降榜單第3名，同時為最高排名。其以1,200,653首的下載量成為南韓2010年第三高銷量的外國藝人歌曲。
歌曲於2010年6月27日在英國單曲榜空降第7名，並在四周後升上第2名。2010年年尾，《喜歡你說謊的樣子》在英國銷量達到854,000份，成為該國年度最高銷量歌曲。2011年10月，其成為英國第109首銷量達到100萬份的歌曲。2012年11月，單曲銷量達到105萬份，在官方榜單公司「百萬銷量歌曲」榜單中排第100名。截至2015年6月，其成為英國2010年代第十七高銷量單曲。根據國際唱片業協會，《喜歡你說謊的樣子》于2010年在全球銷量達到930萬份。2011年12月，歌曲被認證為阿姆最高銷量單曲。

## 音樂錄影帶

### 製作

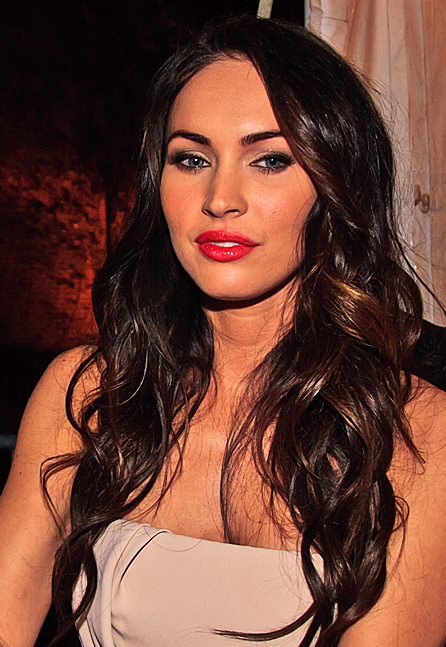
導演喬瑟夫·坎恩認為梅根·福克斯使錄影帶具有强烈的衝擊力。

《喜歡你說謊的樣子》的音樂錄影帶是美國導演喬瑟夫·坎恩第三度執導阿姆歌曲。儘管坎恩打算拍攝電影而停止執導流行錄影帶，但依舊選擇從事于《喜歡你說謊的樣子》，因為他覺得歌曲正討論一個重要的話題。這個錄影帶給了他一個機會去擺脫與阿姆之前合作執導的喜劇主題。對於這部錄影帶，坎恩選擇英國演員多米尼克·莫納漢作為聯合主演是因為他的多才多藝，而他認為這能幫助莫納漢飾演對立者角色。坎恩想讓美國演員梅根·福克斯飾演當中角色，然而她當時受到導演們的青睞，所以他覺得這幾乎不可能。福克斯因是阿姆的粉絲，就毫不猶疑地答應了。
保羅·羅森堡（Paul Rosenberg）給坎恩一日的時間創作綱要，而坎恩則花了45分鐘就完成。他于2010年7月20日拍攝阿姆和蕾哈娜部分，並在三天後拍攝福克斯和莫納漢的鏡頭。2010年7月24日，錄影帶完成拍攝。坎恩證實導演剪輯版在第二天完成。他說福克斯的參與使得影片更有力量，並接受《Vibe》訪問時回應道：

「我們想製作明確關於兩個人的故事－梅根與多米尼克－而并非代表所有情侶又或者所有家暴情況的錄影帶。我不是說所有情侶以這種方式打架。我只是希望人們能夠識別角色特質，並認出他們曾見過這樣子的關係，就像兩人互相不適合，而事情也逐漸失去控制……梅根是整部錄影帶的關鍵因素……我以導演的身份告訴你為甚麽（福克斯和莫納漢）的鏡頭看起來如此真實，因為這些瞬間就是真實的。」

莫納漢告訴MTV他認為這對情侶代表了阿姆與史考特。影片由HSI製作公司的凱西·昂施塔特（Kathy Angstadt）和瑪麗安·塔内多製作。在錄影帶發行前不久，阿姆在新聞發表聲明時說：「喬瑟夫和我合作得非常緊密，來確保我們做的任何事情都正確。」他說因為有蕾哈娜、福克斯和莫納漢的參與，這種困難的主題才能導致有一個强而有力的音樂錄影帶。福克斯將自己的出場費捐給遭受家庭暴力對待的女性所設立的避難所「寄居之屋」。2010年8月5日，錄影帶在MTV和音樂錄影帶網站Vevo首映。

### 内容概要

在錄影帶中，阿姆和蕾哈娜站在一座起火的房子前。

蕾哈娜站在一座起火的房子演唱副歌，而當中穿插了女人（福克斯）手上起火的鏡頭。在另一幕中，女人睡在她戀人（莫納漢）的旁邊並醒來。當阿姆在廣闊的田地開始饒舌時，女性因在戀人手上看到名字「辛蒂」（Cindy）和一支電話號碼而攻擊他。他嘗試親吻女人但失敗，并且當她嘗試離開他時拉她回來。蕾哈娜再次歌唱之後，錄影帶以閃回手法講述了情侶在「骯髒非主流酒吧隔壁」第一次相遇並到了一家酒品店。男人偷了一瓶伏特加，之後他們在天台親吻。
回到現實，男人向他的戀人道歉並重歸於好。在另一場閃回中，男人攻擊了與他戀人共同玩桌球的人。阿姆在最後一次正歌時與蕾哈娜共同站在起火的房子前。與此同時，在閃回之後，女人回家並將自己鎖在厠所中，以防止她那虐待成性的戀人進來。在另一幕中，女人攥緊她的手時，手上的火就消失了。火焰之後吞噬了阿姆和情侶，女人和男人之後在起火的房子前打架。這對情侶在最後站在一起，而錄影帶回到最早的那一幕，也就是當他們睡覺時。

### 迴響
該片以發佈一天便擁有660萬的觀看次數而打破當時Youtube記錄。音樂錄影帶獲得了樂評褒貶不一的評價，大部分評論當中關於家暴的鏡頭。NPR的柔伊·蔡斯（Zoe Chace）認為這部錄影帶令人難受，而AOL音樂將其排在「流行界十大最具爭議音樂錄影帶」的第五名。創傷資源中心「第一天」的執行董事斯蒂芬妮·尼爾瓦（Stephanie Nilva）告訴MTV新聞其主要會提升「年輕人之間約會暴力的主題」。尼爾瓦讚賞影片中準確描繪出虐待關係的形式，並覺得錄影帶當中的力量來自阿姆暴力主題歌曲的歷史，以及克里斯小子毆打蕾哈娜事件。
《Rap-Up》的專欄作家認為音樂錄影帶十分現實，就像「藝術仿效生活」。《大西洋》的康納·弗里德斯多夫（Conor Friedersdorf）由於認為當中暴力不充足而稱其是家暴的不準確描繪，並以打穿墻壁后卻沒有受傷來作為證據。《告示牌》的瑪利爾·康塞普西翁（Mariel Concepcion）認為音樂錄影帶是受到歌詞「你就站在那看著我被熊熊烈火燃燒，但沒關係，因爲我就喜歡這樣的疼痛」的影響。蕾哈娜的亮相廣受評論。《滾石》的丹尼爾·克雷普斯（Daniel Kreps）稱其「特別引人注目」，並提到她與克里斯小子之間的戀情。《波士頓環球報》的作家評論道雖然錄影帶貼近真實，但是它阻礙了蕾哈娜為虐待關係中女方樹立榜樣的能力。雅虎音樂的小比利·約翰遜（Daniel Kreps）寫道福克斯所飾角色在脆弱和冲激的性格之間互相交替，而莫納漢的角色則與阿姆相似。坎恩明白為甚麽觀眾認為蕾哈娜和阿姆的戀情是音樂錄影帶的創作靈感，並期望他們能意識到這并不是真的。他說道團隊曾察覺到這些個人化的事件，而福克斯和莫納漢的角色只是對各自有特殊意義。
樂評同樣評論人物演技。《E!新聞》的彼得·吉卡斯（Peter Gicas）談及福克斯和莫納漢的描繪為「擁有易爆發舉止的曲子固執于描述」。《紐約郵報》的賈勒特·維澤爾曼（Jarett Wieselman）寫道他們十分完美地飾演角色並讓音樂錄影帶更加有力量。《娛樂週刊》的惠特妮·帕斯托雷克（Whitney Pastorek）認為暴力演法在性別上具有吸引力，而《紐約》的威拉·帕斯金（Willa Paskin）寫道當中陣容吸引了「受到迷惑的」觀眾。帕斯金注意道在房子燃燒一幕使用了棕褐色調。AOL電台的馬修·維爾克寧認為音樂錄影帶讓觀眾決定「如果情侶經常在最終重歸於好，那這是好事還是壞事」。《Vibe》的米凱伊·馥蕾诗（Mikey Fresh）評論道當莫納漢穿透墻時福克斯的自然反應，並幾乎達到她那「令人難以置信的脆弱行為」。《L》的班傑明·薩頓（Benjamin Sutton）認為角色燃燒一幕很像漫威漫畫角色克里斯·布拉德利，而莫納漢在2009年動作片飾演該角色。截至2018年4月，該音樂錄影帶在Youtube以超過15億觀看次數成為該網站史上第37高點擊率影片。

## 現場演出
阿姆在一些音樂會上推廣《喜歡你說謊的樣子》。2010年6月15日，他與蕾哈娜在洛杉磯2010年電子娛樂展演唱歌曲，並隨同鼓手特拉維斯·百克和D12的波特先生。阿姆于2010年7月10日在蘇格蘭音樂節公園中的T演唱《喜歡你說謊的樣子》，並將其獻給「曾擁有糟糕戀情的每一人」。他接著于2010年7月11日在愛爾蘭年度Oxegen音樂節演唱歌曲。《State》的詹姆士·亨迪克特（James Hendicott）寫道該嘻哈歌手的個性「充斥在整個舞台上」，而他的演唱部分尖銳且塞滿了「大量的感染力」。他批評使用了預先錄製的伴奏音軌，並認為缺乏現場音樂和女性演唱部分。《愛爾蘭獨立報》的埃蒙·斯威尼（Eamon Sweeney）稱阿姆的表演只是「稍稍令人深刻」。
2010年7月21日，阿姆加入蕾哈娜的全球最後女孩巡迴演唱會在洛杉磯演出。他接著在2010年MTV音樂錄影帶大獎演出，並以百分之34的投票率被評選整場MTV典禮最佳表演者。蕾哈娜儘管說她因日程安排而無法出席，但依舊驚喜出現。《時代》的蘇達斯稱這是一場無聊的合唱。阿姆個人在將近8萬人的2011年波納羅音樂節演唱《喜歡你說謊的樣子》。MTV新聞的蒙哥馬利認為「徹底固執的攻擊」是他的强項。《滾石》的派翠克·道爾（Patrick Doyle）感覺阿姆以「不斷精力旺盛地穿過舞台」傳遞出凱旋回歸的行為，並充滿活力的歌唱。
2011年8月6日，阿姆在芝加哥年度Lollapalooza音樂節的第二天演唱《喜歡你說謊的樣子》。觀眾演唱副歌來彌補蕾哈娜的缺席。《今日美國》的皮特·萊維（Piet Levy）將這場表演稱為「悲劇中的美麗」，而HitFix的凱蒂·海史蒂（Katie Hasty）補充道其展示了性別之間的競賽。阿姆和蕾哈娜在史丹佛郡2011年V音樂節的第一天演出。《每日電訊報》的詹姆斯·拉克諾（James Lachno）稱其有「令人動情的」詮釋。《衛報》稱他們的表演令人激動，而英國報紙《地鐵報》認為它是整個晚上最棒的部分。阿姆于8月21日晚在艾塞克斯郡切爾姆斯福德作完場，觀眾達12萬人。《國際財經時報》的記者認為阿姆和蕾哈娜的合唱是整場演出的精彩部分。

## 翻唱版本
許多歌手曾翻唱《喜歡你說謊的樣子》。美國小提琴家埃里克·斯坦利以小提琴重混歌曲。鄉村團體派瑞樂團于2010年6月在鄉村音樂電視音樂獎。兩個月後，美國搖滾團體珍妮的魯莽樂團主唱泰萊·麥遜將此曲與英國流行團體叉叉樂團歌曲《島嶼》混搭，並在BBC廣播一台「現場休息廳」演出翻唱版本。由她樂隊的吉他手協助演奏，她一開始演唱《島嶼》的段落，接著過渡至《喜歡你說謊的樣子》的副歌。英國歌手雪兒·洛薇在英國版X音素第七季最後五强時演唱了這首歌曲。《太陽報》的編輯稱這場演出「徹底解放」以及「沒有她慣常在舞台上耍的把戲」。《每日快報》的摩尼·吉爾摩（Mernie Gilmore）因為洛薇同時演唱阿姆和蕾哈娜的部分而稱歌曲作為「合唱是有原因的」。2010年，俄羅斯吉他手亞歷克斯·費瑟·阿基莫夫發行了《喜歡你說謊的樣子 (重版混音)》，該錄製得到Billboard.biz（網路趨勢）認可。美國後硬蕊團體天窗磁碟機樂團翻唱此曲並作為2011年《龐克走向...》系列《龐克走向流行4》的單曲。

## 續篇歌曲

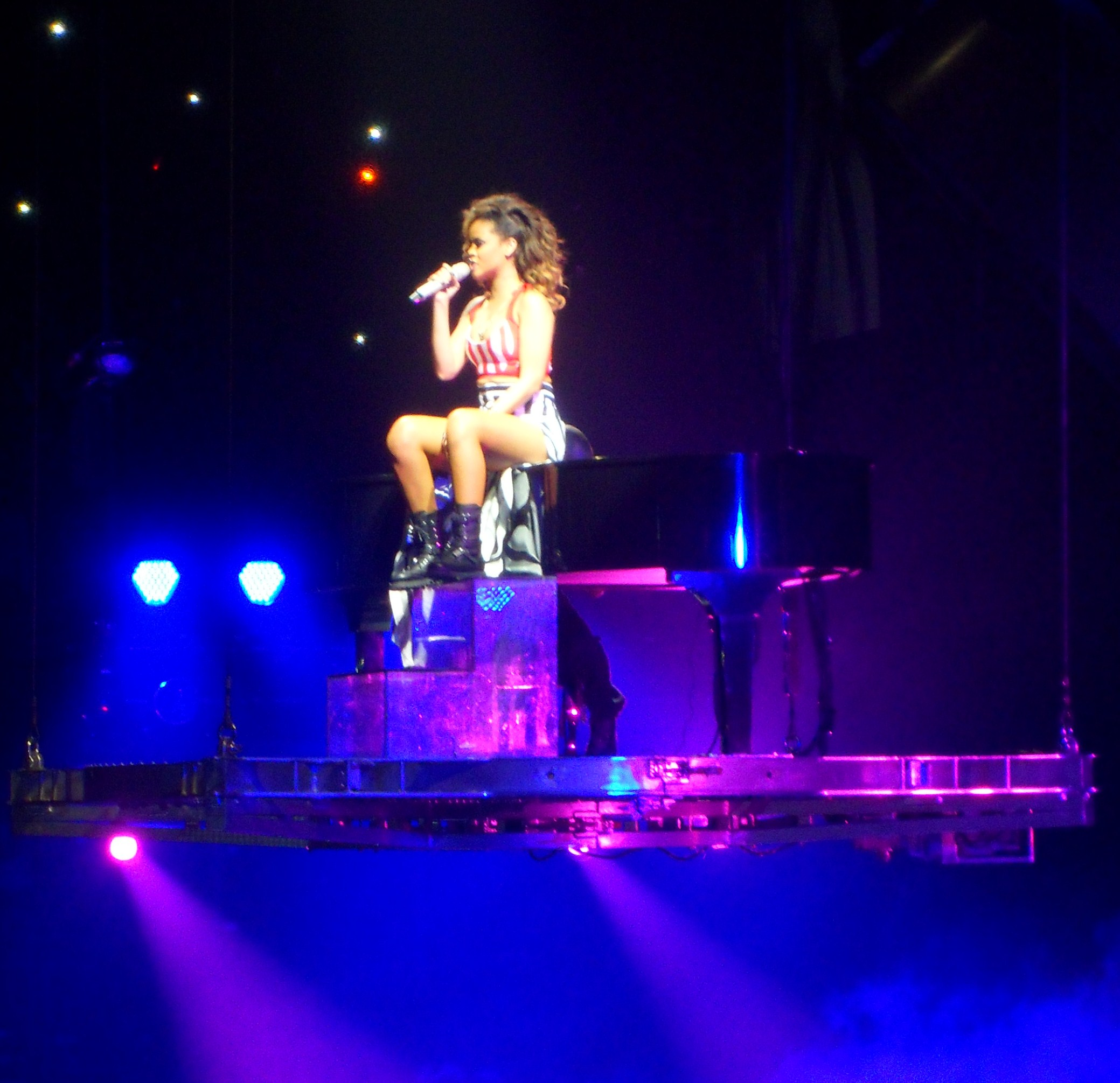
蕾哈娜在娜喊巡迴演唱會英國伯明罕場演唱《喜歡你說謊的樣子 (二部曲)》

2010年11月3日，名為《喜歡你說謊的樣子 (二部曲)》的額外版本在網路上泄露。蕾哈娜為主唱，而阿姆則為伴唱藝人。這首歌曲從蕾哈娜的角度來看待整件事，並以葛蕾的樣本為基礎。蕾哈娜儘管之前認為「原版無法被打敗」，但同意已錄製續篇歌曲。她說續篇歌曲包含了較少的製作，只有鋼琴和鼓。它收錄在她2010年錄音室專輯《娜喊》第十一首也是最後一首歌曲。葛蕾的版本《喜歡你說謊的樣子 (三部曲)》收錄在2012年迷你專輯《史蓋拉·葛蕾的埋葬會》（The Buried Sessions of Skylar Grey）和她2013年錄音室專輯《不要向下看》。
蕾哈娜在2010年全美音樂獎演唱由《喜歡你說謊的樣子 (二部曲)》、《呼喊我的名》和《萬中選一》所組成的音樂串燒。另一組音樂串燒《喜歡你說謊的樣子 (二部曲)》和《我需要醫生》在2011年葛萊美獎演出。雖然《芝加哥太陽報》認為這首歌曲是一首不需要的續篇歌曲，但是BBC的評論家詹姆士·斯金納（James Skinner）寫道：「《喜歡你說謊的樣子 (二部曲)》比原版更棒，阿姆的演出部分明顯流露出有點喜怒無常，醖釀出來的威脅讓每個人都對他如此感興趣。但這是蕾哈娜的演出部分－同樣充滿威嚴、深情和脆弱－而這使歌曲變得穩固。」

## 獎項與提名
| 年份 | 典禮               | 獎項                                      | 結果 |
| ---- | ------------------ | ----------------------------------------- | ---- |
| 2010 | 青少年票選獎       | 音樂票選獎：饒舌/嘻哈歌曲                 | 獲獎 |
| 2010 | MTV歐洲音樂大獎    | 最佳歌曲                                  | 提名 |
| 2010 | MTV歐洲音樂大獎    | 最佳音樂錄影帶                            | 提名 |
| 2010 | 靈魂列車音樂大獎   | 年度嘻哈歌曲                              | 獲獎 |
| 2010 | 全美民選獎         | 最受歡迎音樂錄影帶                        | 獲獎 |
| 2010 | 全美民選獎         | 最受歡迎歌曲                              | 獲獎 |
| 2011 | 巴貝多音樂大獎     | 最佳合作歌曲                              | 獲獎 |
| 2011 | NRJ音樂獎          | 年度國際歌曲                              | 提名 |
| 2011 | NRJ音樂獎          | 年度音樂錄影帶                            | 提名 |
| 2011 | 格莱美奖           | 年度製作                                  | 提名 |
| 2011 | 格莱美奖           | 年度歌曲                                  | 提名 |
| 2011 | 格莱美奖           | 最佳饒舌歌曲                              | 提名 |
| 2011 | 格莱美奖           | 最佳饒舌/演唱對唱                         | 提名 |
| 2011 | 格莱美奖           | 最佳短篇音樂錄影帶                        | 提名 |
| 2011 | 《告示牌》音樂獎   | 最佳數位榜歌曲                            | 提名 |
| 2011 | 《告示牌》音樂獎   | 最佳百大單曲榜歌曲                        | 提名 |
| 2011 | 《告示牌》音樂獎   | 最佳電台榜歌曲                            | 提名 |
| 2011 | 《告示牌》音樂獎   | 最佳嘻哈榜歌曲                            | 獲獎 |
| 2011 | 《告示牌》音樂獎   | 最佳串流音樂榜音頻                        | 提名 |
| 2011 | 《告示牌》音樂獎   | 最佳串流音樂榜音樂錄影帶                  | 提名 |
| 2011 | 更多音樂錄影帶大獎 | 最佳國際藝人音樂錄影帶                    | 提名 |
| 2011 | 更多音樂錄影帶大獎 | MuchMusic.com最多觀看音樂錄影帶           | 提名 |
| 2011 | 更多音樂錄影帶大獎 | 最受歡迎國際音樂錄影帶                    | 提名 |
| 2011 | 底特律音樂大獎     | 傑出國際單曲                              | 提名 |
| 2011 | 底特律音樂大獎     | 傑出音樂錄影帶/主要預算（超過10,000美元） | 提名 |
| 2011 | MTV音樂錄影帶大獎  | 最佳攝影                                  | 提名 |
| 2011 | MTV音樂錄影帶大獎  | 最佳導演                                  | 提名 |
| 2011 | MTV音樂錄影帶大獎  | 最佳男歌手音樂錄影帶                      | 提名 |
| 2011 | MTV音樂錄影帶大獎  | 最具啟發性音樂錄影帶                      | 提名 |

## 曲目列表
- CD單曲[162]

1. 《喜歡你說謊的樣子》（蕾哈娜伴唱） — 4:15
2. 《沒在怕》（公園中的T（英语：T in the Park）現場演唱會） — 6:54

## 參與人員
《喜歡你說謊的樣子》的人員名單來自《好的很》專輯内頁。
- 阿姆 – 混音師、詞曲作家、聲樂
- 蕾哈娜 – 聲樂
- 亞歷山大·格蘭特（英语：Alex da Kid） – 母帶製作[10]、混音師、製作人、詞曲作家
- 史蓋拉·葛蕾 – 詞曲作家
- 邁克·史特朗 – 混音師、錄音師
- 马科斯·托瓦爾 – 錄音師
- 喬·史特朗 – 策劃助理
- 詹姆斯·達金 – 策劃助理
- 馬凱巴·里迪克（英语：Makeba Riddick） – 聲樂製作人
- J·布羅 – 吉他手

## 榜單成績
| 排行榜（2010年）                        | 最高 排名 |
| --------------------------------------- | --------- |
| 澳大利亚（澳大利亚唱片业协会單曲榜）    | 1         |
| 奥地利（Ö3四十强单曲榜）                | 1         |
| 比利时佛兰德（Ultratop五十强单曲榜）    | 1         |
| 比利时瓦隆（Ultratop五十强单曲榜）      | 1         |
| 加拿大（Canadian Hot 100）              | 1         |
| 捷克（電台百強單曲榜）                  | 2         |
| 丹麥（Hitlisten单曲榜）                 | 1         |
| 歐洲（European Hot 100）                | 1         |
| 芬兰（芬蘭官方單曲榜）                  | 1         |
| 法国（法國唱片出版業公會單曲榜）        | 1         |
| 德国（德國官方單曲榜）                  | 1         |
| 匈牙利（四十强电台榜）                  | 1         |
| 愛爾蘭（愛爾蘭唱片音樂協會单曲榜）      | 1         |
| 以色列（媒体森林电台榜）                | 1         |
| 意大利（意大利音乐产业联盟单曲榜）      | 1         |
| 日本（Japan Hot 100）                   | 55        |
| 盧森堡（《告示牌》數位歌曲榜）          | 1         |
| 荷兰（荷蘭四十強單曲榜）                | 4         |
| 新西兰（新西兰唱片音乐协会单曲榜）      | 1         |
| 挪威（世道單曲榜）                      | 1         |
| 波蘭（波蘭百大電台榜）                  | 1         |
| 波蘭（錄影帶榜）                        | 1         |
| 羅馬尼亞（羅馬尼亞百强單曲榜）          | 1         |
| 俄羅斯（下載榜）                        | 1         |
| 蘇格蘭（官方榜单公司單曲榜）            | 3         |
| 斯洛伐克（電台百強單曲榜）              | 1         |
| 南韓（Gaon國際單曲榜）                  | 1         |
| 西班牙（西班牙音樂製作協會）            | 1         |
| 瑞典（瑞典最熱榜）                      | 1         |
| 瑞士（瑞士热门音乐榜）                  | 1         |
| 英國（官方榜单公司單曲榜）              | 2         |
| 英國（官方榜单公司節奏藍調榜）          | 1         |
| 美国（《告示牌》百大單曲榜）            | 1         |
| 美國（《告示牌》Adult Pop Airplay）     | 29        |
| 美國（《告示牌》Hot R&B/Hip-Hop Songs） | 7         |
| 美國（《告示牌》热门拉丁歌曲）          | 23        |
| 美國（《告示牌》Hot Rap Songs）         | 1         |
| 美國（《告示牌》Pop Airplay）           | 1         |
| 美國（《告示牌》Rhythmic Songs）        | 1         |

| 排行榜（2010年）                         | 排名 |
| ---------------------------------------- | ---- |
| 澳洲（澳洲唱片業協會單曲榜）             | 1    |
| 澳洲（澳洲唱片業協會城市榜）             | 1    |
| 奧地利（奧地利Ö3七十五強音樂榜）         | 5    |
| 比利時法蘭德斯（Ultratop五十強單曲榜）   | 21   |
| 比利時瓦隆尼亞（Ultratop五十強單曲榜）   | 11   |
| 加拿大（加拿大百強單曲榜）               | 7    |
| 丹麥（Tracklisten）                      | 7    |
| 歐洲（歐洲百強單曲榜）                   | 8    |
| 匈牙利（四十強電台榜）                   | 35   |
| 愛爾蘭（愛爾蘭唱片音樂協會）             | 4    |
| 義大利（義大利音樂產業聯盟）             | 20   |
| 荷蘭（荷蘭40強單曲榜）                   | 20   |
| 紐西蘭（紐西蘭唱片音樂協會）             | 2    |
| 南韓（加翁國際單曲榜）                   | 2    |
| 西班牙（西班牙音樂製作協會）             | 11   |
| 西班牙（西班牙音樂製作協會二十強單曲榜） | 19   |
| 英國（官方榜單公司單曲榜）               | 1    |
| 美國（《告示牌》百强單曲榜）             | 7    |
| 美國（《告示牌》熱門藍調/嘻哈歌曲榜）    | 59   |
| 美國（《告示牌》主流四十強單曲榜）       | 9    |

| 排行榜（2011年）             | 排名 |
| ---------------------------- | ---- |
| 西班牙（西班牙音樂製作協會） | 41   |
| 英國（官方榜單公司單曲榜）   | 133  |

| 榜單                       | 排名 |
| -------------------------- | ---- |
| 英國（官方榜單公司單曲榜） | 89   |

## 銷量認證
| 地區                                                       | 认证     | 认证单位/销量 |
| ---------------------------------------------------------- | -------- | ------------- |
| 澳大利亚（澳大利亚唱片业协会）                             | 10× 白金 | 700,000^      |
| 比利时（比利時唱片音樂協會）                               | 金       | 15,000*       |
| 丹麦（國際唱片業協會丹麥分會）                             | 白金     | 60,000^       |
| 德国（聯邦音樂產業協會）                                   | 白金     | 400,000^      |
| 意大利（意大利音乐产业联盟）                               | 2× 白金  | 100,000‡      |
| 日本（日本唱片協會）                                       | 金       | 100,000^      |
| 新西兰（新西兰唱片音乐协会）                               | 2× 白金  | 30,000*       |
| 俄罗斯（全國唱片業製造者聯合會）                           | 3× 白金  | 600,000*      |
| 西班牙（西班牙音樂製作協會）                               | 白金     | 40,000*       |
| 瑞士（國際唱片業協會瑞士分会）                             | 3× 白金  | 90,000^       |
| 英国（英国唱片业协会）                                     | 2× 白金  | 1,552,222     |
| 美国（美國唱片業協會）                                     | 12× 白金 | 12,000,000‡   |
| *僅含認證的實際銷量 ^僅含認證的出貨量 ‡僅含認證的+實際銷量 |          |               |

†從2013年5月9日，關於數位單曲的認證包括付費下載的音頻，以及除了下載之外錄影帶和歌曲的串流。